# Chiasmocleis anatipes
Chiasmocleis anatipes là một loài ếch trong họ Nhái bầu.
Nó được tìm thấy ở Ecuador, Peru và có thể có ở Colombia.
Các môi trường sống tự nhiên của chúng là các khu rừng ẩm ướt đất thấp nhiệt đới hoặc cận nhiệt đới và đầm nước ngọt có nước theo mùa.